# Calendrier de la saison de cyclo-cross masculine 2009-2010
Navigation
2008-2009 2010-2011
Le calendrier de la saison de cyclo-cross masculine 2009-2010 regroupe des courses de cyclo-cross débutant en septembre 2009 et finissant en février 2010. Les épreuves individuelles sont classées en cinq catégories. La plus haute catégorie regroupe les épreuves de la coupe du monde (CDM), qui donne lieu à un classement. Derrière elles, on retrouve les courses de catégorie C1 et C2, qui attribuent des points pour le classement mondial, ensuite les courses réservées aux moins de 23 ans, appelés également espoirs (catégorie CU) et enfin les courses pour les juniors (catégorie CJ). On retrouve également les championnats nationaux (CN) qui sont organisés dans une vingtaine de pays.

## Classements UCI
Résultat final
| #   | Coureur               | Pays       | Pts   |
| --- | --------------------- | ---------- | ----- |
| 1.  | Zdeněk Štybar         | Tchéquie   | 3 260 |
| 2.  | Sven Nys              | Belgique   | 2 810 |
| 3.  | Niels Albert          | Belgique   | 2 740 |
| 4.  | Klaas Vantornout      | Belgique   | 2 286 |
| 5.  | Gerben de Knegt       | Pays-Bas   | 1 725 |
| 6.  | Kevin Pauwels         | Belgique   | 1 625 |
| 7.  | Francis Mourey        | France     | 1 566 |
| 8.  | Bart Aernouts         | Belgique   | 1 368 |
| 9.  | Christian Heule       | Suisse     | 1 238 |
| 10. | Erwin Vervecken       | Belgique   | 1 230 |
| 11. | Radomír Šimůnek jr.   | Tchéquie   | 1 219 |
| 12. | Martin Bína           | Tchéquie   | 1 094 |
| 13. | Tom Meeusen           | Belgique   | 1 018 |
| 14. | Bart Wellens          | Belgique   | 982   |
| 15. | Martin Zlámalík       | Tchéquie   | 981   |
| 16. | Steve Chainel         | France     | 981   |
| 17. | Enrico Franzoi        | Italie     | 975   |
| 18. | Jonathan Page         | États-Unis | 896   |
| 19. | Sven Vanthourenhout   | Belgique   | 850   |
| 20. | Dieter Vanthourenhout | Belgique   | 834   |

| #   | Nation      | Pts   |
| --- | ----------- | ----- |
| 1.  | Belgique    | 7 836 |
| 2.  | Tchéquie    | 5 573 |
| 3.  | France      | 3 072 |
| 4.  | Pays-Bas    | 2 962 |
| 5.  | Suisse      | 2 096 |
| 6.  | États-Unis  | 2 047 |
| 7.  | Italie      | 1 880 |
| 8.  | Pologne     | 1 183 |
| 9.  | Slovaquie   | 1 116 |
| 10. | Allemagne   | 978   |
| 11. | Espagne     | 600   |
| 12. | Canada      | 554   |
| 13. | Royaume-Uni | 534   |
| 14. | Danemark    | 473   |
| 15. | Luxembourg  | 455   |
| 16. | Japon       | 341   |
| 17. | Suède       | 291   |
| 18. | Autriche    | 275   |
| 19. | Hongrie     | 245   |
| 20. | Roumanie    | 235   |
| 21. | Irlande     | 230   |
| 22. | Serbie      | 230   |
| 23. | Croatie     | 230   |
| 24. | Finlande    | 230   |
| 25. | Mongolie    | 65    |
| 26. | Israël      | 5     |

| #   | Nation (moins de 23 ans) | Pts   |
| --- | ------------------------ | ----- |
| 1.  | Belgique                 | 1 604 |
| 2.  | Pologne                  | 825   |
| 3.  | Slovaquie                | 738   |
| 4.  | Pays-Bas                 | 613   |
| 5.  | France                   | 590   |
| 6.  | Italie                   | 494   |
| 7.  | Suisse                   | 397   |
| 8.  | Allemagne                | 360   |
| 9.  | Tchéquie                 | 275   |
| 10. | États-Unis               | 266   |
| 11. | Espagne                  | 187   |
| 12. | Hongrie                  | 140   |
| 13. | Croatie                  | 140   |
| 14. | Japon                    | 127   |
| 15. | Danemark                 | 120   |
| 16. | Canada                   | 117   |
| 17. | Royaume-Uni              | 115   |
| 18. | Roumanie                 | 95    |
| 19. | Serbie                   | 95    |
| 20. | Luxembourg               | 79    |
| 21. | Irlande                  | 75    |
| 22. | Suède                    | 48    |
| 23. | Finlande                 | 20    |
| 24. | Mongolie                 | 10    |

| #   | Nation (juniors) | Pts |
| --- | ---------------- | --- |
| 1.  | Pays-Bas         | 411 |
| 2.  | France           | 240 |
| 3.  | Belgique         | 228 |
| 4.  | Tchéquie         | 195 |
| 5.  | Espagne          | 115 |
| 6.  | États-Unis       | 91  |
| 7.  | Allemagne        | 87  |
| 8.  | Italie           | 77  |
| 9.  | Canada           | 65  |
| 10. | Royaume-Uni      | 47  |
| 11. | Serbie           | 47  |
| 12. | Croatie          | 47  |
| 13. | Pologne          | 47  |
| 13. | Autriche         | 47  |
| 13. | Danemark         | 47  |
| 13. | Luxembourg       | 47  |
| 13. | Suisse           | 47  |
| 13. | Hongrie          | 47  |
| 13. | Slovaquie        | 47  |
| 13. | Finlande         | 47  |

## Calendrier

### Septembre
| Date | Épreuve                                                                | Cat. | Vainqueur          | Équipe                             |
| ---- | ---------------------------------------------------------------------- | ---- | ------------------ | ---------------------------------- |
| 13   | Grand Prix Emiagency Olomouc juniors, Olomouc                          | CJ   | Matěj Lasák        |                                    |
| 13   | Grand Prix Emiagency Olomouc, Olomouc                                  | C2   | Martin Bína        | Cyklo Team Budvar Tábor            |
| 13   | Steenbergcross juniors, Erpe-Mere                                      | CJ   | David van der Poel |                                    |
| 13   | Steenbergcross, Erpe-Mere                                              | C2   | Niels Albert       | BKCP-Powerplus                     |
| 19   | Toi Toi Cup #1, Mnichovo Hradiště                                      | C2   | Martin Bína        | Cyklo Team Budvar Tábor            |
| 19   | Nittany Lion Cross, Fogelsville                                        | C2   | Davide Frattini    | Team Fuji                          |
| 19   | North American Cyclocross Trophy #1 - Star Crossed Cyclocross, Redmond | C2   | Christian Heule    | Rendemenhypo Cycling               |
| 20   | GP Neerpelt Wisseltrofee Eric Vanderaerden juniors, Neerpelt           | CJ   | Laurens Sweeck     |                                    |
| 20   | GP Neerpelt Wisseltrofee Eric Vanderaerden espoirs, Neerpelt           | CU   | Tom Meeusen        | Telenet-Fidea                      |
| 20   | GP Neerpelt Wisseltrofee Eric Vanderaerden, Neerpelt                   | C2   | Niels Albert       | BKCP-Powerplus                     |
| 20   | National Trophy Series #1 - Budleigh Salterton, Budleigh Salterton     | C2   | Paul Oldham        | Hope Factory Racing                |
| 20   | Charm City Cross, Baltimore                                            | C2   | Davide Frattini    | Team Fuji                          |
| 20   | North American Cyclocross Trophy #2 - Rad Racing Gran Prix, Lakewood   | C2   | Jonathan Page      | Planet Bike                        |
| 23   | Cross Vegas, Las Vegas                                                 | C1   | Jamey Driscoll     | Cannondale/Cyclocrossworld.com     |
| 26   | USGP of Cyclocross #1 - Mad Cross 1, Sun Prairie                       | C1   | Jeremy Powers      | Cannondale/Cyclocrossworld.com     |
| 26   | 31e Openingsveldrit van Harderwijk, Harderwijk                         | C2   | Bart Aernouts      | Rabobank Continental               |
| 26   | Toi Toi Cup #2, Stříbro                                                | C2   | Zdeněk Štybar      | Telenet-Fidea                      |
| 26   | New England Championship Series #1 - Schoolhouse Cyclocross, Williston | C2   | Dan Timmerman      | Richard Sachs-RGM Watches-Radix    |
| 27   | USGP of Cyclocross #2 - Mad Cross 2, Sun Prairie                       | C2   | Erwin Vervecken    | Team Revor-Baboco-Champion Systems |
| 27   | New England Championship Series #2 - Catamount Grand Prix, Williston   | C2   | Dan Timmerman      | Richard Sachs-RGM Watches-Radix    |
| 28   | Toi Toi Cup #3 - Velka cena skupiny CEZ, Podbořany                     | C2   | Zdeněk Štybar      | Telenet-Fidea                      |

### Octobre
| Date | Épreuve | Cat. | Vainqueur                | Équipe                          |
| ---- | --- | ---- | ------------------------ | ------------------------------- |
| 3    | North American Cyclocross Trophy #3 (New England Championship Series #3) - Gran Prix of Gloucester 1, Gloucester | C2   | Jonathan Page            | Planet Bike                     |
| 4    | North American Cyclocross Trophy #4 (New England Championship Series #4) - Gran Prix of Gloucester 2, Gloucester | C2   | Timothy Johnson          | Cannondale/Cyclocrossworld.com  |
| 4    | Coupe du monde juniors #1, Trévise                                                                               | CDM  | Émilien Viennet          | France                          |
| 4    | Coupe du monde espoirs #1, Trévise                                                                               | CDM  | Róbert Gavenda           | Slovaquie                       |
| 4    | Coupe du monde #1, Trévise                                                                                       | CDM  | Niels Albert             | BKCP-Powerplus                  |
| 9    | Darkhorse Cyclo-Stampede International Cyclocross, Covington                                                     | C2   | Jeremy Powers            | Cannondale/Cyclocrossworld.com  |
| 10   | Java Johnny's Cross, Middletown                                                                                  | C2   | Jeremy Powers            | Cannondale/Cyclocrossworld.com  |
| 10   | New England Championship Series #5 - Providence Cyclocross 1, Providence                                         | C2   | Timothy Johnson          | Cannondale/Cyclocrossworld.com  |
| 10   | Cyclo-Cross de la Citadelle, Namur                                                                               | CJ   | Jens Adams               |                                 |
| 10   | Trophée GvA espoirs #1 - Cyclo-Cross de la Citadelle, Namur                                                      | CU   | Lubomír Petruš           | BKCP-Powerplus                  |
| 10   | Trophée GvA #1 - Cyclo-cross de la Citadelle, Namur                                                              | C2   | Niels Albert             | BKCP-Powerplus                  |
| 10   | Toi Toi Cup #4, Kolín                                                                                            | C2   | Martin Bína              | Cyklo Team Budvar Tábor         |
| 11   | Superprestige juniors #1 - Ruddervoorde, Ruddervoorde                                                            | CJ   | Laurens Sweeck           |                                 |
| 11   | Superprestige espoirs #1 - Ruddervoorde, Ruddervoorde                                                            | CU   | Micki van Empel          | ZZPR nl-Destil-Merida           |
| 11   | Superprestige #1 - Ruddervoorde, Ruddervoorde                                                                    | C1   | Sven Nys                 | Landbouwkrediet-Colnago         |
| 11   | Bio Wheels / United Dairy Farmers Harbin Park International, Cincinnati                                          | C2   | Jeremy Powers            | Cannondale/Cyclocrossworld.com  |
| 11   | Cyclo-cross International Podbrezová, Horná Mičiná                                                               | C2   | Milan Barényi            | ZP Sport                        |
| 11   | New England Championship Series #6 - Providence Cyclocross 2, Providence                                         | C2   | Timothy Johnson          | Cannondale/Cyclocrossworld.com  |
| 11   | National Trophy Series #2 - Derby, Derby                                                                         | C2   | Johannes Sickmüller      | Stevens Cyclocross Team Hamburg |
| 11   | Challenge la France cycliste de cyclo-cross espoirs #1, Saint-Quentin                                            | CU   | Matthieu Boulo           | CR Bretagne                     |
| 11   | Challenge la France cycliste de cyclo-cross #1, Saint-Quentin                                                    | C2   | Francis Mourey           | La Française des jeux           |
| 11   | Jim Horner Cyclocross Grand Prix juniors, Edmonton                                                               | CJ   | Kris Dahl                |                                 |
| 11   | Jim Horner Cyclocross Grand Prix, Edmonton                                                                       | C2   | Geoff Kabush             | Team Maxxis-Rocky Mountain      |
| 15   | Kermiscross, Ardooie                                                                                             | C2   | Niels Albert             | BKCP-Powerplus                  |
| 17   | North American Cyclocross Trophy #5 - Toronto International Cyclo-cross 1, Toronto                               | C1   | Timothy Johnson          | Cannondale/Cyclocrossworld.com  |
| 17   | Granogue Cross, Wilmington                                                                                       | C2   | Ryan Trebon              | Kona                            |
| 17   | VII Ciclocross de Medina de Pomar juniors, Medina de Pomar                                                       | CJ   | Diether Sweeck           |                                 |
| 17   | VII Ciclocross de Medina de Pomar, Medina de Pomar                                                               | C2   | Javier Ruiz de Larrinaga | Urteaga-Spiuk                   |
| 18   | Internationales Radquer Steinmaur, Steinmaur                                                                     | C2   | Tom Van den Bosch        | Rendement Hypo Cyclingteam VZW  |
| 18   | Wissahickon Cross, Philadelphie                                                                                  | C2   | Ryan Trebon              | Kona                            |
| 18   | VII Ciclocross de Villarcayo juniors, Villarcayo                                                                 | CJ   | Diether Sweeck           |                                 |
| 18   | VII Ciclocross de Villarcayo, Villarcayo                                                                         | C2   | Stijn Huys               | Palmans Cras                    |
| 18   | North American Cyclocross Trophy #6 - Toronto International Cyclo-cross 2, Toronto                               | C2   | Jeremy Powers            | Cannondale/Cyclocrossworld.com  |
| 18   | Coupe du monde #2, Plzeň                                                                                         | CDM  | Niels Albert             | BKCP-Powerplus                  |
| 20   | Kiremko Nacht van Woerden, Woerden                                                                               | C2   | Sven Nys                 | Landbouwkrediet-Colnago         |
| 24   | USGP of Cyclocross #3 - Derby City Cup 1, Louisville                                                             | C1   | Ryan Trebon              | Kona                            |
| 24   | New England Championship Series #7 - Downeast Cyclocross 1, New Gloucester                                       | C2   | Dan Timmerman            | Richard Sachs-RGM Watches-Radix |
| 25   | Internationale Cyclo-Cross Koppenberg, Audenarde                                                                 | CJ   | Michiel van der Heijden  |                                 |
| 25   | Trophée GvA espoirs #2 - Koppenbergcross, Audenarde                                                              | CU   | Róbert Gavenda           | Telenet-Fidea                   |
| 25   | Trophée GvA #2 - Koppenbergcross, Audenarde                                                                      | C1   | Sven Nys                 | Landbouwkrediet-Colnago         |
| 25   | New England Championship Series #8 - Downeast Cyclocross 2, New Gloucester                                       | C2   | Dan Timmerman            | Richard Sachs-RGM Watches-Radix |
| 25   | USGP of Cyclocross #4 - Derby City Cup 2, Louisville                                                             | C2   | Timothy Johnson          | Cannondale/Cyclocrossworld.com  |
| 25   | Grand Prix de la Commune de Niederanven, Niederanven                                                             | C2   | Kamil Ausbuher           | Prodoli Remerx Team             |
| 25   | National Trophy Series #3 - Ipswich, Ipswich                                                                     | C2   | Johannes Sickmüller      | Stevens Cyclocross Team Hamburg |
| 28   | Toi Toi Cup #5, Hlinsko                                                                                          | C2   | Martin Zlámalík          | Volvo Auto Hase MTB Team        |
| 31   | Grand Prix Emiagency Loštice juniors, Loštice                                                                    | CJ   | Ondřej Louvar            |                                 |
| 31   | Grand Prix Emiagency Loštice, Loštice                                                                            | C2   | Kamil Ausbuher           | Prodoli Remerx Team             |
| 31   | Beacon Cross, Bridgeton                                                                                          | C2   | Nicholas Weighall        | California Giant-Specialized    |
| 31   | North American Cyclocross Trophy #7 - Blue Sky Velo Cup, Longmont                                                | C2   | Timothy Johnson          | Cannondale/Cyclocrossworld.com  |

### Novembre
| Date | Épreuve                                                                                                  | Cat. | Vainqueur           | Équipe                           |
| ---- | --- | ---- | ------------------- | -------------------------------- |
| 1    | North American Cyclocross Trophy #8 - Boulder Cup, Boulder                                               | C1   | Timothy Johnson     | Cannondale/Cyclocrossworld.com   |
| 1    | Championnat d'Europe de cyclo-cross juniors, Hoogstraten (Superprestige #2 juniors, Hoogstraten)         | CC   | Émilien Viennet     | France                           |
| 1    | Championnat d'Europe de cyclo-cross moins de 23 ans, Hoogstraten (Superprestige #2 espoirs, Hoogstraten) | CC   | Róbert Gavenda      | Slovaquie                        |
| 1    | Superprestige #2, Hoogstraten                                                                            | C1   | Niels Albert        | BKCP-Powerplus                   |
| 1    | Cyclo-cross international de Marle, Marle                                                                | C2   | Francis Mourey      | La Française des jeux            |
| 1    | Int. Cyclocross Hittnau, Hittnau                                                                         | C2   | Christian Heule     | Rendement Hypo Cyclingteam VZW   |
| 1    | HPCX, Jamesburg                                                                                          | C2   | Valentin Scherz     | Pro Cycles-Scott-NewWork         |
| 7    | New England Championship Series #9 - The Cycle-Smart International 1, Northampton                        | C2   | Jeremy Powers       | Cannondale/Cyclocrossworld.com   |
| 8    | New England Championship Series #10 - The Cycle-Smart International 2, Northampton                       | C2   | Jamey Driscoll      | Cannondale/Cyclocrossworld.com   |
| 8    | Internationales Radquer Frenkendorf, Frenkendorf                                                         | C2   | Lukas Flückiger     | Trek                             |
| 8    | Coupe du monde #3, Nommay                                                                                | CDM  | Niels Albert        | BKCP-Powerplus                   |
| 11   | Jaarmarktcross Niel, Niel                                                                                | C2   | Sven Nys            | Landbouwkrediet-Colnago          |
| 14   | Mercer Cup 1, West Windsor                                                                               | CJ   | Yannick Eckmann     |                                  |
| 14   | USGP of Cyclocross #5 - Mercer Cup 1, West Windsor                                                       | C1   | Ryan Trebon         | Kona                             |
| 14   | Grand Prix de la Région Wallonne, Dottignies                                                             | C2   | Niels Albert        | BKCP-Powerplus                   |
| 15   | Superprestige juniors #3, Gavere                                                                         | CJ   | David van der Poel  |                                  |
| 15   | Superprestige espoirs #3, Gavere                                                                         | CU   | Tom Meeusen         | Telenet-Fidea                    |
| 15   | Superprestige #3, Gavere                                                                                 | C1   | Niels Albert        | BKCP-Powerplus                   |
| 15   | Cyclo-cross International Aigle, Aigle                                                                   | C2   | Marcel Wildhaber    | Scott-Swisspower Mountainbike    |
| 15   | Johnson & Johnson Radquerfeldein Grand Prix Stadl-Paura, Stadl-Paura                                     | C2   | Ondřej Bambula      | Cyklo Team Budvar Tábor          |
| 15   | Mercer Cup 2, West Windsor                                                                               | CJ   | Yannick Eckmann     |                                  |
| 15   | USGP of Cyclocross #6 - Mercer Cup 2, West Windsor                                                       | C1   | Timothy Johnson     | Cannondale/Cyclocrossworld.com   |
| 15   | National Trophy Series #4 - Mallory Park, Kirkby Mallory                                                 | C2   | Nicolas Bazin       | Continental Team Differdange     |
| 17   | Toi Toi Cup #6, Holé Vrchy                                                                               | C2   | Martin Bína         | Cyklo Team Budvar Tábor          |
| 21   | Toi Toi Cup #7, Louny                                                                                    | C2   | Jaroslav Kulhavý    | Rubena-Specialized Cycling Team  |
| 21   | North Carolina Grand Prix 1, Hendersonville                                                              | C2   | Matt Shriver        | Rocky Mountain Chocolate Factory |
| 21   | North American Cyclocross Trophy #9 - Whitmore's Landscaping Super Cross Cup 1, Southampton              | C2   | Timothy Johnson     | Cannondale/Cyclocrossworld.com   |
| 21   | 6. Internationale Döhlauer Crossrennen, Döhlau                                                           | C2   | Johannes Sickmüller | Stevens Cyclocross Team Hamburg  |
| 21   | GP d'Hasselt, Hasselt                                                                                    | CJ   | David van der Poel  |                                  |
| 21   | Trophée GvA espoirs #3 - GP d'Hasselt, Hasselt                                                           | CU   | Tom Meeusen         | Telenet-Fidea                    |
| 21   | Trophée GvA #3 - GP d'Hasselt, Hasselt                                                                   | C2   | Zdeněk Štybar       | Telenet-Fidea                    |
| 22   | Superprestige juniors #4, Hamme-Zogge                                                                    | CJ   | David van der Poel  |                                  |
| 22   | Superprestige espoirs #4, Hamme-Zogge                                                                    | CU   | Tom Meeusen         | Telenet-Fidea                    |
| 22   | Superprestige #4, Hamme-Zogge                                                                            | C1   | Zdeněk Štybar       | Telenet-Fidea                    |
| 22   | Karl-Wagner-Preis International, Strullendorf                                                            | C2   | Johannes Sickmüller | Stevens Cyclocross Team Hamburg  |
| 22   | Challenge la France cycliste de cyclo-cross espoirs #2, Besançon                                         | CU   | Matthieu Boulo      | CR Bretagne                      |
| 22   | Challenge la France cycliste de cyclocross #2, Besançon                                                  | C2   | Francis Mourey      | La Française des jeux            |
| 22   | Internationales Radquerfeldein Uster, Uster                                                              | C2   | Christian Heule     | Rendement Hypo Cyclingteam VZW   |
| 22   | Kansai Cyclo-cross Yasu Round, Yasu                                                                      | C2   | Keiichi Tsujiura    | Bridgestone Anchor               |
| 22   | North American Cyclocross Trophy #10 - Whitmore's Landscaping Super Cross Cup 2, Southampton             | C1   | Timothy Johnson     | Cannondale/Cyclocrossworld.com   |
| 22   | North Carolina Grand Prix 2, Hendersonville                                                              | C2   | Davide Frattini     | Team Fuji                        |
| 27   | Carousel Volkswagen Jingle Cross Rock - Night Rock, Iowa City                                            | C2   | Todd Wells          | Specialized                      |
| 28   | New England Championship Series #11 - Baystate Cyclocross 1, Sterling                                    | C2   | Jeremy Powers       | Cannondale/Cyclocrossworld.com   |
| 28   | Carousel Volkswagen Jingle Cross Rock 1, Iowa City                                                       | C2   | Todd Wells          | Specialized                      |
| 28   | Coupe du monde juniors #2, Coxyde                                                                        | CDM  | Gert-Jan Bosman     | Pays-Bas                         |
| 28   | Coupe du monde espoirs #2, Coxyde                                                                        | CDM  | Jim Aernouts        | Belgique                         |
| 28   | Coupe du monde #4, Coxyde                                                                                | CDM  | Zdeněk Štybar       | Telenet-Fidea                    |
| 29   | Superprestige juniors #5, Gieten                                                                         | CJ   | David van der Poel  |                                  |
| 29   | Superprestige espoirs #5, Gieten                                                                         | CU   | Tom Meeusen         | Telenet-Fidea                    |
| 29   | Superprestige #5, Gieten                                                                                 | C1   | Sven Nys            | Landbouwkrediet-Colnago          |
| 29   | Carousel Volkswagen Jingle Cross Rock 2, Iowa City                                                       | C2   | Todd Wells          | Specialized                      |
| 29   | New England Championship Series #12 - Baystate Cyclocross 2, Sterling                                    | C2   | Jeremy Powers       | Cannondale/Cyclocrossworld.com   |

### Décembre
| Date | Épreuve                                              | Cat. | Vainqueur             | Équipe                          |
| ---- | ---------------------------------------------------- | ---- | --------------------- | ------------------------------- |
| 5    | USGP of Cyclocross - Portland Cup 1, Portland        | C1   | Todd Wells            | Specialized                     |
| 5.   | NBX Grand Prix of Cross 1, Warwick                   | C2   | Dan Timmerman         | Richard Sachs-RGM Watches-Radix |
| 6    | USGP of Cyclocross - Portland Cup 2, Portland        | C2   | Jeremy Powers         | Cannondale/Cyclocrossworld.com  |
| 6.   | NBX Grand Prix of Cross 2, Warwick                   | C2   | Dan Timmerman         | Richard Sachs-RGM Watches-Radix |
| 6    | 35 Int Rad-Cross, Francfort-sur-le-Main              | C2   | Philipp Walsleben     | BKCP-Powerplus                  |
| 6    | Grand Prix Julien Cajot, Leudelange                  | C2   | Tom Van Den Bosch     | Rendement Hypo Cyclingteam VZW  |
| 6    | Coupe du monde #5, Igorre                            | CDM  | Zdeněk Štybar         | Telenet-Fidea                   |
| 8    | Asteasu Ziklo-Krossa Saria, Asteasu                  | C2   | Sven Vanthourenhout   | Sunweb Pro Job                  |
| 8    | Ciclocross del Ponte, Faè di Oderzo                  | C2   | Gerben de Knegt       | Rabobank Continental            |
| 12   | Trophée GvA #4 - GP Rouwmoer, Essen                  | C2   | Niels Albert          | BKCP-Powerplus                  |
| 12   | Trophée GvA espoirs #4 - GP Rouwmoer, Essen          | CU   | Tom Meeusen           | Telenet-Fidea                   |
| 12   | TOI TOI Cup, Uničov                                  | C2   | Jaroslav Kulhavý      | Rubena-Specialized Cycling Team |
| 13   | Grand Prix Wetzikon, Wetzikon                        | C1   | Steve Chainel         | BBox Bouygues Telecom           |
| 13   | Vlaamse Druivenveldrit, Overijse                     | C1   | Niels Albert          | BKCP-Powerplus                  |
| 13   | 5° Gran Premio San Martino, Verbania                 | C2   | Marco Aurelio Fontana | Selle Italia Guerciotti ASD     |
| 13   | Challenge de la France cycliste 3, Quelneuc          | C2   | Francis Mourey        | La Française des jeux           |
| 13   | Challenge de la France cycliste 3, Quelneuc (U23)    | CU   | Matthieu Boulo        | CR Bretagne                     |
| 13   | National Trophy Round 5, Bradford                    | C2   | Jody Crawforth        | Arctic-Premier RT               |
| 18   | Scheldecross, Anvers                                 | C1   | Sven Nys              | Landbouwkrediet-Colnago         |
| 20   | Ciclocross International Ciudad de Valencia, Valence | C2   | José Antonio Hermida  | Multivan Merida                 |
| 20   | Coupe du monde #6, Kalmthout                         | CDM  | Sven Nys              | Landbouwkrediet-Colnago         |
| 23   | Noordzeecross, Middelkerke                           | C1   | Sven Nys              | Landbouwkrediet-Colnago         |
| 26   | Grand Prix DAF Grand Garage Engel, Differdange       | C2   | Rob Peeters           | Landbouwkrediet-Colnago         |
| 26   | Int. Radquer Dagmersellen, Dagmersellen              | C2   | Francis Mourey        | La Française des jeux           |
| 26   | Coupe du monde #7, Heusden-Zolder                    | CDM  | Kevin Pauwels         | Telenet-Fidea                   |
| 26   | Coupe du monde espoirs #3, Heusden-Zolder            | CDM  | Tom Meeusen           | Telenet-Fidea                   |
| 27   | Superprestige #6, Diegem                             | C1   | Niels Albert          | BKCP-Powerplus                  |
| 27   | Superprestige espoirs #6, Diegem                     | CU   | Tom Meeusen           | Telenet-Fidea                   |
| 29   | Trophée GvA #5 - Azencross, Wuustwezel               | C1   | Sven Nys              | Landbouwkrediet-Colnago         |
| 29   | Trophée GvA espoirs #5 - Azencross, Wuustwezel       | CU   | Tom Meeusen           | Telenet-Fidea                   |
| 30   | Sylvestercyclo-Cross, Bredene                        | C2   | Dieter Vanthourenhout | BKCP-Powerplus                  |
| 31   | Grand Prix 5 Sterne Region, Beromünster              | C2   | Lukas Flückiger       | Trek                            |

### Janvier
| Date | Épreuve                                                        | Cat | Vainqueur          | Équipe                |
| ---- | -------------------------------------------------------------- | --- | ------------------ | --------------------- |
| 1    | Trophée GvA #6 - Grand Prix Sven Nys, Baal                     | C1  | Sven Nys           | Landbouwkrediet       |
| 1    | Trophée GvA espoirs #6 - Grand Prix Sven Nys, Baal             | CU  | Tom Meeusen        | Telenet-Fidea         |
| 1    | Grand Prix Hotel Threeland, Pétange                            | C2  | Steve Chainel      | BBox Bouygues Telecom |
| 2    | Grand Prix De Ster, Saint-Nicolas                              | C2  | Francis Mourey     | La Française des jeux |
| 3    | International Cyclo-Cross Tervuren, Tervueren                  | C1  | Zdeněk Štybar      | Telenet-Fidea         |
| 3    | Grand Prix Groenendaal, Saint-Michel-Gestel                    | C1  | Bart Aernouts      | Rabobank Continental  |
| 3    | Internationales Radquer Meilen, Meilen                         | C2  | Annulé             |                       |
| 13   | Internationale Centrumcross van Surhuisterveen, Surhuisterveen | C1  | Gerben de Knegt    | Rabobank Continental  |
| 16   | Internationale Cyclo-Cross Huijbergen, Huijbergen              | C1  | Annulé             |                       |
| 17   | National Trophy Round 6, Rutland                               | C2  | Rob Peeters        | Telenet-Fidea         |
| 17   | Coupe du monde #8, Roubaix                                     | CDM | Zdeněk Štybar      | Telenet-Fidea         |
| 17   | Coupe du monde espoirs #4, Roubaix                             | CDM | Tom Meeusen        | Telenet-Fidea         |
| 23   | Kasteelcross Zonnebeke, Zonnebeke                              | C2  | Sven Nys           | Landbouwkrediet       |
| 24   | Ispasterko Udala Sari Nagusia, Ispaster                        | C2  | Arnaud Labbe       | GSC Blagnac           |
| 24   | Cyclo-Cross International du Mingant, Lanarvily                | C2  | Rob Peeters        | Telenet-Fidea         |
| 24   | Coupe du monde #9, Hoogerheide                                 | CDM | Niels Albert       | BKCP-Powerplus        |
| 24   | Coupe du monde espoirs #5, Hoogerheide                         | CDM | Kacper Szczepaniak | Telenet-Fidea         |
| 30   | Championnats du monde de cyclo-cross moins de 23 ans, Tábor    | CM  | Arnaud Jouffroy    | BKCP-Powerplus        |
| 31   | Championnats du monde de cyclo-cross, Tábor                    | CM  | Zdeněk Štybar      | Fidea                 |

### Février
| Date | Épreuve                                                           | Cat. | Vainqueur       | Équipe                     |
| ---- | ----------------------------------------------------------------- | ---- | --------------- | -------------------------- |
| 3    | Parkcross Maldegem, Maldegem                                      | C2   | Niels Albert    | BKCP-Powerplus             |
| 6    | Trophée GvA #7 - Krawatencross, Lille                             | C1   | Sven Nys        | Landbouwkrediet            |
| 6    | Trophée GvA espoirs #7 - Krawatencross, Lille                     | CU   | Arnaud Jouffroy | BKCP-Powerplus             |
| 7    | Superprestige #7, Zonhoven                                        | C2   | Sven Nys        | Landbouwkrediet            |
| 7    | Superprestige espoirs #7, Zonhoven                                | CU   | Jan Denuwelaere | Rendement Hypo Cyclingteam |
| 13   | Grand Prix de Eecoloonaar, Eeklo                                  | C2   | Bart Wellens    | Telenet-Fidea              |
| 14   | Superprestige #8, Vorselaar                                       | C1   | Zdeněk Štybar   | Telenet-Fidea              |
| 14   | Superprestige espoirs #8, Vorselaar                               | CU   | Tom Meeusen     | Telenet-Fidea              |
| 21   | Trophée GvA #8 - Internationale Sluitingsprijs, Oostmalle         | C1   | Bart Wellens    | Telenet-Fidea              |
| 21   | Trophée GvA espoirs #8 - Internationale Sluitingsprijs, Oostmalle | CU   | Jim Aernouts    | BKCP-Powerplus             |

## Championnats nationaux (CN)
| Nation                            | Élites hommes                                     | Élites femmes                              | Moins de 23 ans hommes                 | Juniors hommes                                      |
| --------------------------------- | ------------------------------------------------- | ------------------------------------------ | -------------------------------------- | --------------------------------------------------- |
| Allemagne 9/10 janvier 2010       | Philipp Walsleben BKCP-Powerplus                  | Hanka Kupfernagel Radsport Rhein-Neckar    | Sascha Weber Stevens Racing Team       | Jannick Geisler Stevens U19 Racing Team             |
| Autriche 10 janvier 2010          | Peter Presslauer Vorarlberg-Corratec              | Elke Riedl Oranierquasar                   |                                        | Gregor Raggl Hai Powerbiketeam Haiming              |
| Belgique 9/10 janvier 2010        | Sven Nys Landbouwkrediet                          | Sanne Cant Team Ciclismo Mundial           | Jim Aernouts BKCP-Powerplus            | Tim Merlier DJ-Matic Kortrijk                       |
| Canada 10 octobre 2009            | Geoff Kabush Team Maxxis-Rocky Mountain           | Alison Sydor Team Maxxis-Rocky Mountain    | Evan Guthrie Rocky Mountain Bicycles   | Kris Dahl CMC/Bow Cycle                             |
| Croatie 17 janvier 2010           | Pavao Roset                                       | Maja Marukić                               |                                        | Endi Širol                                          |
| Danemark 10 janvier 2010          | Joachim Parbo KCH Hlinsko/CK Aarhus               | Nikoline Hansen Odder CK                   |                                        | Jonas Pedersen Team Designa Køkken-BlueWater Junior |
| Espagne 9/10 janvier 2010         | Javier Ruiz de Larrinaga Vasca-Libre              | Rocío Gamonal Asturiana                    | David Lozano Catalana                  | Jon Ander Insausti Vasca-Libre                      |
| États-Unis 12-13 décembre 2009    | Timothy Johnson Cannondale/Cyclocrossworld.com    | Katherine Compton Planet Bike              | Daniel Summerhill Garmin-Felt          | Cody Kaiser California Giant Berry Farms            |
| Finlande 4 octobre 2009           | Kimmo Kananen                                     | Carina Ketonen                             |                                        | Jesse Virtanen                                      |
| France 9/10 janvier 2010          | Francis Mourey La Française des jeux              | Caroline Mani Vienne Futuroscope           | Matthieu Boulo Roubaix Lille Métropole | David Menut Creuse Oxygene                          |
| Grande-Bretagne 7 février 2010    | Ian Bibby                                         | Helen Wyman                                | Jamie Harris                           | Luke Gray                                           |
| Hongrie 10 janvier 2010           | Szilárd Buruczki                                  | Barbara Benko                              | Balázs Lobmayer                        | Péter Fenyvesi                                      |
| Irlande 7 février 2010            | Joe McCall Rocky Mountain                         | Francine Meehan                            |                                        | Matthew Adair Banbridge                             |
| Italie 10 janvier 2010            | Marco Aurelio Fontana Selle Italia Guerciotti ASD | Eva Lechner Centro Sportivo Italiano       | Cristian Cominelli TX Active Bianchi   | Pietro Santini Team Ambra Cavallini Vangi           |
| Japon 13 décembre 2009            | Keiichi Tsujiura Bridgestone Anchor               | Ayako Toyooka                              |                                        |                                                     |
| Luxembourg 10 janvier 2010        | Jempy Drucker C.T. Differdange                    | Christine Majerus SAF Zeisseng/GSD Gestion | Pit Schlechter                         | Bob Jungels UC Dippach                              |
| Pays-Bas 9/10 janvier 2010        | Lars Boom Rabobank                                | Daphny van den Brand ZZPR.nl-Destil-Merida | Corné van Kessel TWC Het Snelle Wiel   | David van der Poel                                  |
| Pologne 10 janvier 2010           | Mariusz Gil                                       | Marzena Wasiuk                             | Kacper Szczepaniak                     | Janusz Lesnau                                       |
| République-tchèque 9 janvier 2010 | Zdeněk Štybar Telenet-Fidea                       | Kateřina Nash Luna Pro Team                |                                        | Vojtěch Nipl TJ Stadion Louny                       |
| Roumanie 25 octobre 2009          | George Daniel Anghelache                          | Zsuzsa Gyurka                              |                                        |                                                     |
| Serbie 23 janvier 2010            | Ivan Jovanović                                    | Jelena Erić                                |                                        | Miloš Stojanović                                    |
| Slovaquie 5/13 décembre 2009      | Róbert Gavenda Telenet-Fidea                      | Zuzana Vojtášová                           |                                        | Jaroslav Chalas                                     |
| Suède 14 novembre 2009            | Jens Westergren                                   | Kajsa Snihs                                |                                        |                                                     |
| Suisse 10 janvier 2010            | Lukas Flückiger Trek                              | Jasmin Achermann Fischer-BMC               | Arnaud Grand Dom Cycle                 | Lars Forster VC Eschenbach-Hakle                    |

## Records de victoires

### Par coureur
|    | Nom             | Tot. | Équipe                                    | CDM/CM | C1 | C2/CN | CDM/CM/CC (U23) | CU/CN (U23) |
| -- | --------------- | ---- | ----------------------------------------- | ------ | -- | ----- | --------------- | ----------- |
| 1  | Niels Albert    | 15   | BKCP-Powerplus                            | 4      | 4  | 7     | -               | -           |
| 2  | Sven Nys        | 14   | Landbouwkrediet-Colnago / Landbouwkrediet | 1      | 8  | 5     | -               | -           |
| 3  | Tom Meeusen     | 12   | Telenet-Fidea                             | -      | -  | -     | 2               | 10          |
| 4  | Zdeněk Štybar   | 11   | Telenet-Fidea                             | 4      | 3  | 4     | -               | -           |
| 5  | Timothy Johnson | 11   | Cannondale/Cyclocrossworld.com            | -      | 4  | 7     | -               | -           |
| 6  | Jeremy Powers   | 9    | Cannondale/Cyclocrossworld.com            | -      | 1  | 8     | -               | -           |
| 7  | Francis Mourey  | 7    | La Française des jeux                     | -      | -  | 7     | -               | -           |
| 8  | Dan Timmerman   | 6    | Richard Sachs-RGM Watches-Radix           | -      | -  | 6     | -               | -           |
| 9  | Ryan Trebon     | 4    | Kona                                      | -      | 2  | 2     | -               | -           |
| 10 | Todd Wells      | 4    | Specialized                               | -      | 1  | 3     | -               | -           |

### Par pays
|    | Pays        | Vict. | CDM/CM | C1 | C2 | CDM/CM/CC (U23) | CU (U23) |
| -- | ----------- | ----- | ------ | -- | -- | --------------- | -------- |
| 1  | Belgique    | 58    | 6      | 14 | 23 | 3               | 12       |
| 2  | États-Unis  | 39    | -      | 9  | 30 | -               | -        |
| 3  | Tchéquie    | 21    | 4      | 3  | 13 | -               | 1        |
| 4  | France      | 14    | -      | -  | 10 | 1               | 3        |
| 5  | Suisse      | 7     | -      | -  | 7  | -               | -        |
| 6  | Allemagne   | 5     | -      | -  | 4  | -               | 1        |
| 7  | Italie      | 4     | -      | -  | 4  | -               | -        |
| 8  | Slovaquie   | 4     | -      | -  | 1  | 2               | 1        |
| 9  | Pays-Bas    | 3     | -      | 1  | 1  | -               | 1        |
| 10 | Royaume-Uni | 2     | -      | -  | 2  | -               | -        |
| -  | Espagne     | 2     | -      | -  | 2  | -               | -        |

### Par équipes
|    | Équipes                                   | Vict. | CDM/CM | C1 | C2/CN | CDM/CM/CC (U23) | CU/CN (U23) |
| -- | ----------------------------------------- | ----- | ------ | -- | ----- | --------------- | ----------- |
| 1  | Telenet-Fidea                             | 33    | 4      | 4  | 8     | 4               | 13          |
| 2  | BKCP-Powerplus                            | 24    | 4      | 4  | 10    | 2               | 4           |
| 3  | Cannondale/Cyclocrossworld.com            | 22    | -      | 5  | 17    | -               | -           |
| 4  | Landbouwkrediet-Colnago / Landbouwkrediet | 15    | 1      | 8  | 6     | -               | -           |
| 5  | La Française des jeux                     | 7     | -      | -  | 7     | -               | -           |
| 6  | Richard Sachs-RGM Watches-Radix           | 6     | -      | -  | 6     | -               | -           |
| 7  | Cyklo Team Budvar Tábor                   | 5     | -      | -  | 5     | -               | -           |
| 8  | Rendement Hypo Cyclingteam VZW            | 5     | -      | -  | 4     | -               | 1           |
| -  | Stevens Cyclocross Team Hamburg           | 5     | -      | -  | 4     | -               | 1           |
| 10 | Kona                                      | 4     | -      | 2  | 2     | -               | -           |